# Jugoslavenska nogometna reprezentacija
Jugoslavenska nogometna reprezentacija predstavljala je Kraljevinu Jugoslaviju (1918. – 1943.) i Socijalističku Federativnu Republiku Jugoslaviju (1946. – 1992.) u međunarodnim nogometnim natjecanjima. Tijekom razdoblja svojega postojanja, reprezentacija je postala dvostruki europski i trostruki olimpijski doprvak, uz dva četvrta mjesta na Svjetskim nogometnim prvenstvima. Zbog ratnih zbivanja na prostoru bivše SFRJ, Ujedinjeni narodi zabranili su joj 1992. mogućnost nastupa u međunarodnim nogometnim natjecanjima. 
Srpsko-crnogorska, a poslije srpska nogometna reprezentacija sebe smatra jedinom službenom nasljednicom reprezentacije Jugoslavije, a zbog nepoznatih razloga FIFA i UEFA još uvijek tako to drže u statistikama premda je Badinterova komisija još 1991. izričito zaključila da Srbija i Crna Gora nisu nikakva jedina sljednica bivše SFRJ, nego je sljednica kao i sve druge države. Još nisu poznata imena dužnosnika UEFA-e i FIFA-e koja su donijela tu odluku, niti temeljem kojeg su ključa dopustili isključiti sve ostale republike iz diobe športske baštine i pripojiti ih isključivo Srbiji, unatoč izričitim odredbama UN-a i Badinterove komisije, osobito uzimajući u obzir da su na drugim poljima sve sljednice bivše SFRJ po određenom ključu podijelile baštinu bivše države, unatoč tome što je Srbija htjela svu baštinu (imovinu) prisvojiti sebi i nije prihvaćala nikakvu podjelu imovine (a dugove je htjela podijeliti).

## Povijest
Prva organizirana reprezentacija bila je 1919. u Kraljevini Jugoslaviji koja je postojala između dva svjetska rata. Nogometni savez Kraljevine Srba, Hrvata i Slovenaca osnovan je u Zagrebu 1919. godine pod imenom Jugoslavenski nogometni savez (službeno priznat od FIFA-e), a reprezentacija je svoju prvu međunarodnu nogometnu utakmicu odigrala na Ljetnim olimpijskim igrama u Antwerpenu 1920. godine. Protivnik je bila reprezentacija Čehoslovačke, a igrači koji su u toj povijesnoj utakmici zaigrali su bili: Vrđuka, Župančić, Šifer, Tavčar, Cindrić, Rupec, Vragović, Dubravčić, Perška, Granec i Ružić. Reprezentacija Čehoslovačke na kraju je uvjerljivo pobijedila 7:0.
Godine 1929. država je promijenila ime u Jugoslavija, pa je nogometni savez preimenovan u Fudbalski savez Jugoslavije te je svoj stožer prebacio u Beograd. Jugoslavenska reprezentacija sudjelovala je na prvom Svjetskom nogometnom prvenstvu 1930. godine, u okrnjenom sastavu budući su se hrvatski igrači, te na kraju i izbornik, povukli iz reprezentacije. Reprezentacija je završila na četvrtom mjestu. U prvoj utakmici prvenstva Jugoslavija je iznenadila moćni Brazil pobijedivši ga 2:1, a igrači koji su tom prigodom igrali bili su: Jakšić, Sekulić, Tirnanić, Ivković, Bek, Đokić, Marjanović, Arsenijević, Vujadinović, Mihajlović i Stefanović. Za ovu su reprezentaciju igrali isključivo srpski igrači, budući su je hrvatski igrači bojkotirali zbog preseljenja stožera Saveza iz Zagreba u Beograd.
Rad kompletne reprezentacije i Saveza potom je prekinuo Drugi svjetski rat. Za vrijeme rata na području Hrvatske i BiH postojala je reprezentacija NDH. Nakon rata formirana je socijalistička federacija, a rekonstituiran je i Savez. Savez je bio jedan od osnivača UEFA-e, a organizirao je i domaćinstvo Europskog nogometnog prvenstva 1976. godine koje se igralo u Beogradu i Zagrebu. Jugoslavenska reprezentacija je za vrijeme SFRJ nastupila na osam Svjetskih prvenstava, četiri Europska te osvojila zlatnu olimpijsku medalju na Ljetnim olimpijskim igrama 1960. godine (također su osvojili srebro tri puta kao drugi, te jedanput broncu, završivši treći). 
Dragan Džajić ima najviše nastupa za jugoslavensku reprezentaciju (85) između 1964. i 1979. godine. Najbolji strijelac reprezentacije je Stjepan Bobek s 38 pogodaka postignutih između 1946. i 1956. godine.
Jugoslavenska reprezentacija do 21 godine osvojila je prvo UEFA-ino prvenstvo 1978. godine.
Jugoslavenska reprezentacija do 20 godina osvojila je Svjetsko juniorsko prvenstvo 1987. godine održano u Čileu. 

### Raspuštanje reprezentacije i UN-ov embargo
Nakon završetka hladnog rata u zemljama u kojima je do tada dominirao Komunizam počela su se stvarati demokratska načela. Zbog zahutkale atmosfere nacionalne tenzije podigle su se na dotad neviđenu razinu. Tijekom prijateljske utakmice između Jugoslavije i Nizozemske održane 1990. godine (pripremne utakmice za nadolazeće Svjetsko nogometno prvenstvo u Italiji) hrvatski navijači u Zagrebu zviždali su jugoslavenskim igračima i samoj himni, mašući nizozemskim zastavama (koja dijeli izrazitu sličnost s hrvatskom zastavom). Raspadom SFRJ raspala se i dotadašnja nogometna reprezentacija, a ono što je od nje ostalo bilo je diskvalificirano s Europskog prvenstva 1992. godine održanog u Švedskoj. Odluka o diskvalifikaciji donesena je 31. svibnja 1992. godine - samo 10 dana prije službenog početka natjecanja.
Iako je nogometna reprezentacija Jugoslavije kvalifikacije za Euro '92 završila na prvom mjestu, na tom natjecanju joj nije bilo dopušteno natjecanje zbog UN-ovog embarga. Umjesto Jugoslavije na prvenstvo je, stoga, došla reprezentacija Danske koja će u konačnici i osvojiti turnir. Jugoslavija je u to vrijeme već bila postavljena za nositelja Skupine 5 u kvalifikacijama za nadolazeće Svjetsko prvenstvo u SAD-u 1994. godine, ali joj niti tu natjecanje nije bilo dopušteno što je samu kvalifikacijsku skupinu učinilo znatno slabijom od očekivane.

### Razdoblje nakon raspuštanja
Nakon raspada SFRJ, a samim time i raspuštanja nogometne reprezentacije Jugoslavije istu je naslijedila reprezentacija Srbije i Crne gore. Ta je reprezentacija nastavila nastupati na službenim natjecanjima pod imenom Jugoslavija sve do 2003. godine kada su i država i nogometna reprezentacija službeno promijenile ime u Srbija i Crna Gora. Ta će, pak, reprezentacija postojati do 2006. godine kada će se ove dvije države razjediniti i oformiti svoju vlastitu autonomiju, a samim time i reprezentaciju. 
Nogometne reprezentacije nastale nakon raspada Jugoslavije su:
- Hrvatska nogometna reprezentacija
- Slovenska nogometna reprezentacija
- Crnogorska nogometna reprezentacija
- Nogometna reprezentacija BiH
- Srbijanska nogometna reprezentacija
- Makedonska nogometna reprezentacija
- Kosovska nogometna reprezentacija
- Nogometna reprezentacija Srbije i Crne Gore

## Dresovi kroz povijest
| 1930. | 1950. - 1962. | 1974. | 1982. | 1984. | 1990. |

## Međunarodna natjecanja

### Svjetska prvenstva
| Godina | Faza natjecanja       | Pozicija | Uta. | Pob. | Izj.* | Por. | Po. | Pr. |
| ------ | --------------------- | -------- | ---- | ---- | ----- | ---- | --- | --- |
| 1930.  | poluzavršnica         | 4        | 3    | 2    | 0     | 1    | 7   | 7   |
| 1934.  | nisu se kvalificirali | -        | -    | -    | -     | -    | -   | -   |
| 1938.  | nisu se kvalificirali | -        | -    | -    | -     | -    | -   | -   |
| 1950.  | 1. krug               | 5        | 3    | 2    | 0     | 1    | 7   | 3   |
| 1954.  | četvrtzavršnica       | 7        | 3    | 1    | 1     | 1    | 2   | 3   |
| 1958.  | četvrtzavršnica       | 5        | 4    | 1    | 2     | 1    | 7   | 7   |
| 1962.  | poluzavršnica         | 4        | 6    | 3    | 0     | 3    | 10  | 7   |
| 1966.  | nisu se kvalificirali | -        | -    | -    | -     | -    | -   | -   |
| 1970.  | nisu se kvalificirali | -        | -    | -    | -     | -    | -   | -   |
| 1974.  | četvrtzavršnica       | 7        | 6    | 1    | 2     | 3    | 12  | 7   |
| 1978.  | nisu se kvalificirali | -        | -    | -    | -     | -    | -   | -   |
| 1982.  | 1. krug               | 16       | 3    | 1    | 1     | 1    | 2   | 2   |
| 1986.  | nisu se kvalificirali | -        | -    | -    | -     | -    | -   | -   |
| 1990.  | četvrtzavršnica       | 5        | 5    | 3    | 1     | 1    | 8   | 6   |
| Ukupno | 8/14                  | '        | 36   | 16   | 8     | 13   | 60  | 46  |

### Europska prvenstva
| Godina | Faza natjecanja       | Uta. | Pob. | Izj.* | Por. | Po. | Pr. |
| ------ | --------------------- | ---- | ---- | ----- | ---- | --- | --- |
| 1960.  | završnica             | 2    | 1    | 0     | 1    | 6   | 6   |
| 1964.  | nisu se kvalificirali | -    | -    | -     | -    | -   | -   |
| 1968.  | završnica             | 3    | 1    | 1     | 1    | 2   | 3   |
| 1972.  | nisu se kvalificirali | -    | -    | -     | -    | -   | -   |
| 1976.  | četvrto mjesto        | 2    | 0    | 0     | 2    | 4   | 7   |
| 1980.  | nisu se kvalificirali | -    | -    | -     | -    | -   | -   |
| 1984.  | 1. krug               | 3    | 0    | 0     | 3    | 2   | 10  |
| 1988.  | nisu se kvalificirali | -    | -    | -     | -    | -   | -   |
| 1992.  | kvalificirali su se*  |      |      |       |      |     |     |
| Ukupno | 4/9                   | 10   | 2    | 1     | 7    | 14  | 26  |

- Diskvalificirana zbog UN-ovih sankcija. Umjesto nje na natjecanje otišla je reprezentacija Danske koja je tada osvojila titulu prvaka.

### Mediteranske igre
Nastupi na Mediteranskim igrama.
- prvaci: 1971., 1979.
- doprvaci:
- treći:

1951. - nije bio nogometni turnir
1955.  - (nije sudjelovala)
1959. - (nije sudjelovala)
1963. - (nije sudjelovala)
1967. - (nije sudjelovala)
1971. (zlato) - Ivan Ćurković, Dušan Drašković, Ljubiša Drenovački, Todor Grebenački, Dušan Jovanović, Ilija Katić, Josip Kečkeš, Aleksandar Milojković, Bora Milutinović, Mesud Nalić, Marjan Novak, Aleksandar Panajotović, Ognjen Petrović, Josip Pirmajer, Branko Radulović, Vladimir Savić, Ištvan Šanta, Momčilo Vujačić Trener: Aleksandar Tirnanić
1975. – 5. mjesto
1979. (zlato) - Aleksandar Stojanović, Zoran Vujović, Nikica Cukrov, Boro Primorac, Vedran Rožić, Nenad Starovlah, Blaž Slišković, Mišo Krstičević, Ismet Hadžić, Rajko Janjanin, Miloš Šestić, Zlatko Vujović, Predrag Pašić, Srećko Bogdan, Tomislav Ivković, Miloš Hrstić, Dragan Okuka.  Trener: ?
1983. - (nije sudjelovala)
1987. - (nije sudjelovala)
1991. – 4. mjesto. Milojević, Grak, Stanić, Jokanović, Mijalković, Saveljić, Vukov, Varupa, Novak, Petrić, Bogdanović, Živković, Vlaović

## Poznati igrači
| SR Bosna i Hercegovina: - Dušan Bajević - Mirsad Baljić - Mehmed Baždarević - Miroslav Brozović - Josip Bukal - Asim Ferhatović - Mirsad Fazlagić - Džemal Hadžiabdić - Faruk Hadžibegić - Vahid Halilhodžić - Sulejman Halilović - Mirko Jozić - Davor Jozić - Josip Katalinski - Enver Marić - Rizah Mešković - Muhamed Mujić - Fikret Mujkić - Vahidin Musemić - Husref Musemić - Ivica Osim - Blaž Slišković - Safet Sušić- Pape - Sead Sušić - Semir Tuce - Franjo Vladić SR Crna Gora: - Vojin Božović - Miodrag Božović - Dragoljub Brnović - Zoran Filipović - Milovan Jakšić - Nikola Jovanović - Vojin Lazarević - Dragoje Leković - Slobodan Marović - Predrag Mijatović - Ante Miročević - Janko Miročević - Petar Nikezić - Danilo Popivoda - Željko Petrović - Ljubomir Radanović - Duško Radinović - Branko Rašović - Nikola Radović - Lazar Radović - Slavko Radović - Dejan Savićević - Niša Saveljić - Zoran Simović - Milutin Šoškić - Momčilo Vukotić - Dragan Vujović - Miljan Zeković | SR Hrvatska: - Đuka Agić - Milan Antolković - Aljoša Asanović - Zvonimir Boban - Alen Bokšić - Dragutin Babić - Nikola Babić - Vladimir Beara - Bruno Belin - Rudolf Belin - Ivica Belošević - Ljubo Benčić - Aleksandar Benko - Stjepan Bobek - Ante Bonačić - Mirko Bonačić - Mihovil Borovčić Kurir - Miroslav Brozović - Ivan Buljan - Zvonimir Cimermančić - Slavin Cindrić - Tomislav Crnković - Zlatko Čajkovski - Željko Čajkovski - Bartul Čulić - Miroslav Dešković - Ernest Dubac - Artur Dubravčić - Ivica Gajer - Franjo Glaser - Nenad Gračan - Ivan Granec - Ivan Gudelj - Ivan Hitrec - Dragan Holcer - Ivan Horvat - Miloš Hrstić - Bernard Hügl - Robert Jarni - Dražan Jerković - Jurica Jerković - Zvonko Jazbec - Ivan Jazbinšek - Ratko Kacian - Ivan Katalinić - Slavko Kodrnja - Mirko Kokotović - Zlatko Kranjčar - Zlatko Krmpotić - Stjepan Lamza - Gustav Lechner - Leo Lemešić - August Lešnik - Ivo Lipovšćak | - Vlatko Marković - Anđelko Marušić - Frane Matošić - Jozo Matošić - Florijan Matekalo - Marko Mikačić - Marko Mlinarić - Zvonimir Monsider - Dražen Mužinić - Andrej Panadić - Ivan Pavelić - Emil Perška - Željko Perušić - Luka Peruzović - Branko Pleše - Šime Poduje - Veljko Poduje - Danijel Premerl - Robert Prosinečki - Petar Radaković - Vinko Radić - Janko Rodin - Vedran Rožić - Rudolf Rupec - Franjo Rupnik - Božidar Senčar - Josip Skoblar - Jaroslav Šifer - Davor Šuker - Josip Šolc - Franjo Šoštarić - Ivica Šurjak - Veljko Ugrinić- izbornik - Zoran Varvodić - Dragutin Vragović - Dragutin Vrđuka - Zlatko Vujović - Zoran Vujović - Bernard Vukas - Zoran Vulić - Franjo Wölfl - Velimir Zajec - Slaven Zambata - Branko Zebec - Vjekoslav Župančić - Nikica Cukrov | - Ante Žanetić - Aleksandar Živković - Slaviša Žungul SR Makedonija: - Milko Đurovski - Boško Đurovski - Darko Pančev - Toni Savevski SR Slovenija: - Marko Elsner - Srečko Katanec - Branko Oblak SR Srbija - Petar Borota - Nenad Bjeković - Vladislav Bogićević - Vujadin Boškov - Ivan Ćurković - Dragan Džajić - Milan Galić - Svetislav Glišović | - Bernard Hügl - Milutin Ivković - Bora Kostić - Andrija Kojić - Siniša Mihajlović - Blagoje Marjanović- Moša - Rajko Mitić - Tihomir Ognjanov - Dragan Pantelić - Vladimir "Pižon" Petrović - Branimir Porobić - Jovan Ružić - Zdravko Rajkov - Spasoje Samardžić - Slobodan Santrač - Nikola Simić - Branislav Sekulić - Ljubiša Spasić | - Jovan Spasić - Branko Stanković - Dragan Stojković - Piksi - Dragoslav Šekularac - Miloš Šestić - Aleksandar Tirnanić- Tirke - Velibor Vasović - Đorđe Vujadinović - Dobrivoje Zečević SAP Kosovo: - Fahrudin Jusufi - Fadil Vokrri SAP Vojvodina: - Bela Palfi - Silvestar Takač - Todor Veselinović |